# Arturo Álvarez
José Arturo Álvarez Hernandez (Houston, 1985. június 28. –) amerikai születésű visszavonult salvadori labdarúgó.

## Góljai a salvadori válogatottban
| #  | Dátum                | Ellenfél             | Eredmény | Kiírás              | Esemény           |
| -- | -------------------- | -------------------- | -------- | ------------------- | ----------------- |
| 1. | 2011. június 13.     | Kuba                 | 6 – 1    | CONCACAF-aranykupa  | 63' 84'           |
| 2. | 2014. június 5.      | Elefántcsontpart     | 1 – 2    | barátságos mérkőzés | 72' 76(11-esből)' |
| 3. | 2014. szeptember 11. | Belize               | 2 – 0    | Közép-amerikai kupa | 69' 80'           |
| 4. | 2015. június 17.     | Saint Kitts és Nevis | 4 – 1    | Vb-selejtező        | 62'               |